# Рамон Грау Сан-Мартін
Рамон Грау Сан-Мартін (ісп. Ramón Grau San Martín; 13 вересня 1881 — 28 липня 1969) — кубинський політик, двічі обіймав посаду президента Куби.

## Біографія
Здобув медичну освіту, закінчивши Гаванський університет за спеціальністю «фізіологія». Від 1921 року перебував на професорській роботі в тому ж виші.
Від 1927 року брав активну участь у виступах проти режиму президента Херардо Мачадо. У вересні 1933 року, після повалення останнього та виходу у відставку Карлоса Мануеля Сеспедеса під тиском заколотників, Грау ввійшов до складу Виконавчої комісії Тимчасового уряду, що мала повноваження тимчасового голови держави. Каденція того уряду тривала лише п'ять днів, а вже 10 вересня Рамон Грау став повновладним президентом Куби. Перебував на посаді до січня 1934 року.
1944 року здобув перемогу на президентських виборах. У той період реалізував у країні низку прогресивних реформ, а після завершення Другої світової війни почав провадити більш консервативну політику.
Після відставки, у 1952—1958 роках, брав участь в опозиційних заворушеннях проти адміністрації президента Фульхенсіо Батисти, втім не надто активну. 1959 року відійшов від політичного життя.

## Творчість
Рамон Грау є автором кількох наукових праць з фізіології. 1936 року він написав історично-політологічний твір «Кубинська революція перед лицем Америки».